# James Pryde
James Pryde (1866-1941), est un peintre et illustrateur britannique, surtout connu pour son travail graphique avec William Nicholson sous le nom de Beggarstaffs (1893-1899).

## Biographie

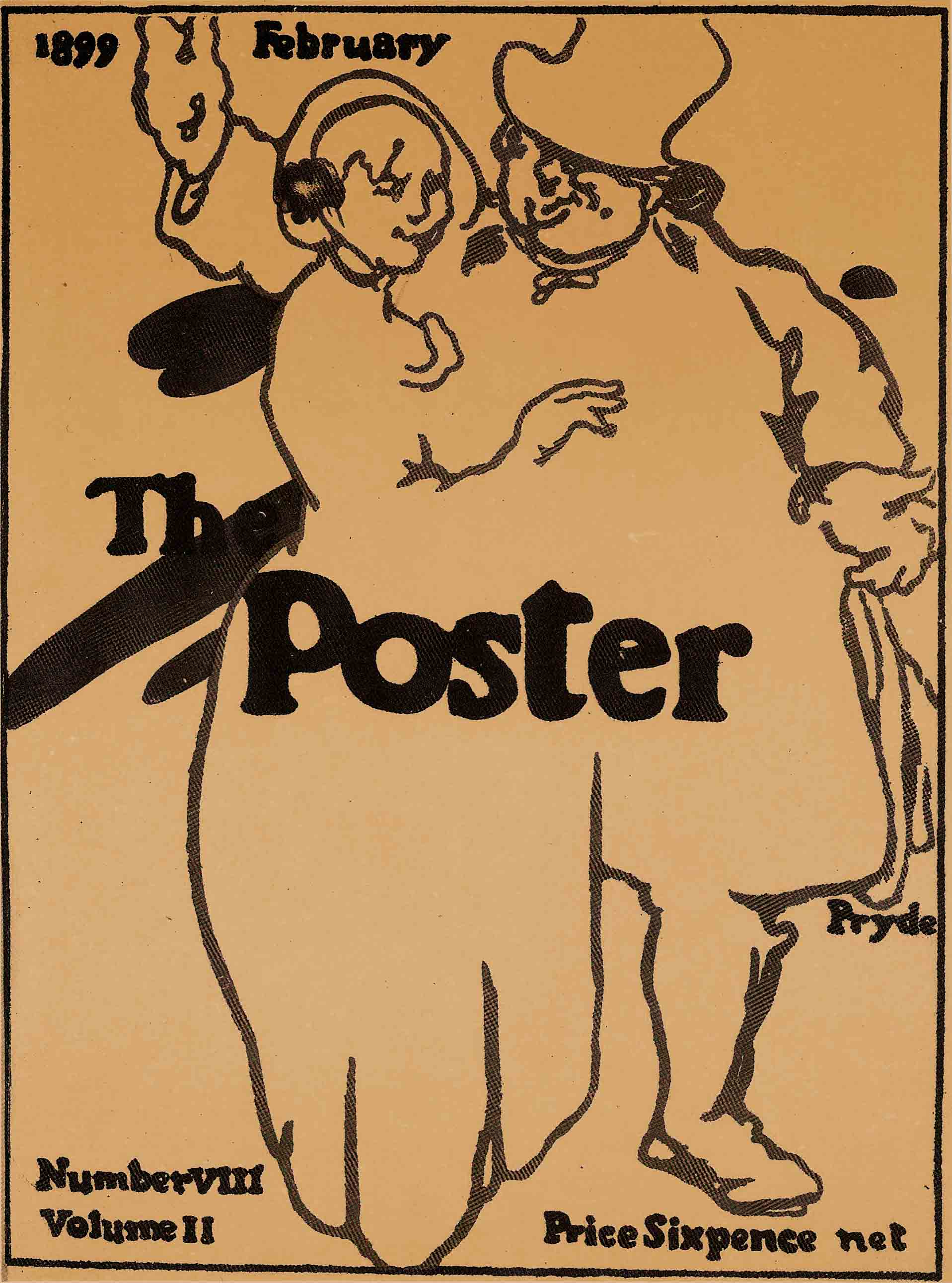
Couverture du magazine The Poster, février 1899.

James Ferrier "Jimmy" Pryde est né le 30 mars 1866 au 23 London Street à Edimbourg. Élève à la Royal Scottish Academy entre 1885 et 1888, Pryde est remarqué par deux peintres écossais, James Guthrie (1859-1930) et Edward Arthur Walton (1860-1922), qui le pousseront à continuer des études d'art et à se perfectionner. En 1889, il se rend à Paris et suit pendant peu de temps les cours de William Bouguereau à l'académie Julian. De retour en Angleterre en 1890, Pryde rejoint l'atelier de Hubert von Herkomer à Bushey, au nord-est de Londres. Là, il rencontre William Nicholson avec qui il se lie. Celui-ci épouse en 1893 la sœur de Pryde, Mabel.
Cette même année, il fonde avec William Nicholson un atelier de production graphique ; les deux amis décident de signer toutes leurs commandes par un nom collectif : « J. W. Beggarstaffs ». Durant sept ans, les affiches de style Beggarstaffs, à la fois novatrices et simples de par l'utilisation des aplats et de la gravure sur bois, moins maniérées que certaines productions de l'Art nouveau, vont susciter l'admiration des spécialistes, dont Jules Chéret, et plus tard l'intérêt de jeunes créateurs comme Lucian Bernhard.
Pryde publie quelques illustrations au trait dans diverses revues artistiques anglo-saxonnes comme The Studio, The Poster, ou françaises comme Les Maîtres de l'affiche.
Après avoir tenté d'être acteur, Pryde, encouragé par Whistler, commence à exposer et rencontrer son public. Membre de l'International Society of Sculptors, Painters and Gravers en 1901, il monte sa première exposition personnelle en 1911 à la Baillie Gallery. Il expose régulièrement jusqu'en 1934.
En 1908, il est membre du premier comité du London Salon organisé par l'Allied Artists' Association.
En 1930, il est le décorateur du Othello mise en scène par l'artiste afroaméricain Paul Robeson au Savoy Theatre.
Sa peinture obéit au fil du temps à divers styles : d'abord académique (portraits, paysages, architectures rurales), puis plus tourmenté, voire expressionniste et assez sombre.